# Gabriel Estaba
Gabriel Estaba, né le 24 mars 1965, à Carúpano, au Venezuela, est un ancien joueur vénézuélien de basket-ball. Il évolue durant sa carrière au poste d'ailier fort.

## Palmarès
- Finaliste du championnat des Amériques 1992